# La Décoration
La Décoration est une nouvelle d'Anton Tchekhov, parue en 1884.

## Historique
La Décoration est initialement publiée dans la revue russe Les Éclats, no 2, du 14 janvier 1884, signée Antocha Tchékhonté.
Le thème des décorations sera abordé dans une autre nouvelle de l’auteur, Le Lion et le Soleil, parue en 1887.

## Résumé
Poutiakov emprunte la décoration de l'Ordre de Saint-Stanislas à son ami Lédentsov. En effet, il doit se rendre au repas de nouvel an de Spitchkine et ce dernier, qui a en haute estime les hommes ayant une décoration, est le père de deux filles que convoite Poutiakov.
La décoration sur la poitrine, Poutiakov bombe le torse et se rend chez Spitchkine. Hélas ! il reconnaît parmi les convives son collègue M. Tremblant, professeur de français. Que va-t-il penser en voyant la décoration portée indûment ? Fuir, impossible ! Mieux vaut la cacher avec la main droite. Mais cela faisant, il lui est impossible de manger. Il prétexte d’avoir déjà mangé et voit passer devant lui des savoureux plats.
À la fin du repas, l’hôte fait trinquer les convives, levant son verre de la main droite. Poutiakov, effrayé, constate avec soulagement que M. Tremblant a lui aussi une décoration. Les deux ayant triché, et ne pouvant donc pas se dénoncer, la fête se finit bien. Seul bémol, il a le ventre creux, mais il est heureux.  

## Extraits
- « On se sent comme rehaussé à ses propres yeux, pensait il, ça ne vaut que cinq rouble, ce petit truc-là, mais ça fait un effet ! »

## Édition française
- La Décoration, traduit par Madeleine Durand et André Radiguet (révisé par Lily Denis), in Œuvres I, Paris, Éditions Gallimard, coll. « Bibliothèque de la Pléiade » no 197, 1968  (ISBN 978-2-07-0105-49-6).